# 2012-es rövidpályásgyorskorcsolya-világbajnokság

## Eredmények

### Éremtáblázat
| #        | nemzet      | arany | ezüst | bronz | összesen |
| -------- | ----------- | ----- | ----- | ----- | -------- |
| 1        | Dél-Korea   | 5     | 4     | 5     | 14       |
| 2        | Kína        | 4     | 2     | 0     | 6        |
| 3        | Kanada      | 3     | 2     | 5     | 10       |
| 4        | Olaszország | 0     | 2     | 1     | 3        |
| 5        | USA         | 0     | 1     | 1     | 2        |
| 6        | Hollandia   | 0     | 1     | 0     | 1        |
| összesen | összesen    | 12    | 12    | 12    | 36       |

### Éremszerzők
| versenyszám           | arany                                                                              | ezüst                                                                       | bronz                                                        |
| férfiak               |                                                                                    |                                                                             |                                                              |
| 500 m                 | Olivier Jean                                                                       | Charles Hamelin                                                             | Kwak Yoon-gy                                                 |
| 1000 m                | Kwak Yoon-gy                                                                       | Noh Jin-kyu                                                                 | Charles Hamelin                                              |
| 1500 m                | Noh Jin-kyu                                                                        | Kwak Yoon-gy                                                                | Sin Da Woon                                                  |
| 3000 m-es szuperdöntő | Kwak Yoon-gy                                                                       | Noh Jin-kyu                                                                 | Sin Da Woon                                                  |
| 5000 m-es váltó       | CAN · Guillaume Bastille · François-Louis Tremblay · Olivier Jean · Liam McFarlane | NED · Niels Kerstholt · Daan Breeuwsma · Freek van der Wart · Sjinkie Knegt | KOR · Kwak Yoon-gy · Lee Ho-suk · Noh Jin-kyu · Sin Da Woon  |
| összetett             | Kwak Yoon-gy                                                                       | Noh Jin-kyu                                                                 | Olivier Jean                                                 |
| nők                   |                                                                                    |                                                                             |                                                              |
| 500 m                 | Fan Ko-hszin                                                                       | Arianna Fontana                                                             | Lana Gehring                                                 |
| 1000 m                | Cho Ha-ri                                                                          | Li Csien-zsou                                                               | Valérie Maltais                                              |
| 1500 m                | Li Csien-zsou                                                                      | Liu Csiu-hung                                                               | Marie-Ève Drolet                                             |
| 3000 m-es szuperdöntő | Valérie Maltais                                                                    | Arianna Fontana                                                             | Marie-Ève Drolet                                             |
| 3000 m-es váltó       | CHN · Liu Csiu-hung · Kung Hszüe · Fan Ko-hszin · Li Csien-zsou                    | USA · Lana Gehring · Jessica Smith · Emily Scott · Tamara Frederick         | KOR · Cho Ha-ri · Choi Jung-won · Son Soo-min · Lee Eun-byul |
| összetett             | Li Csien-zsou                                                                      | Valérie Maltais                                                             | Arianna Fontana                                              |

## Versenyszámok

### Férfiak

#### Összetett
| #     | ország        | név                 | pont | helyezés | helyezés  | helyezés  | legjobb idő |
| #     | ország        | név                 | pont | 500 m-en | 1000 m-en | 1500 m-en | legjobb idő |
| ----- | ------------- | ------------------- | ---- | -------- | --------- | --------- | ----------- |
|       | Dél-Korea     | Kwak Yoon-gy        | 152  | 3        | 1         | 2         |             |
|       | Dél-Korea     | Noh Jin-kyu         | 76   | 12       | 2         | 1         |             |
|       | Kanada        | Olivier Jean        | 52   | 1        | 23        | 5         |             |
| 4     | Kanada        | Charles Hamelin     | 42   | 2        | 3         | 4         |             |
| 5     | Dél-Korea     | Sin Da Woon         | 26   | 22       | 14        | 3         |             |
| 6     | Hollandia     | Sjinkie Knegt       | 11   | 5        | 10        | 6         |             |
| 7     | Németország   | Robert Seifert      | 10   | 4        | 19        | 23        |             |
| 8     | Oroszország   | Vlagyimir Grigorjev | 7    | 16       | 18        | 7         |             |
| 9     | Kanada        | Guillaume Bastille  |      | 6        | 6         | 9         | 2:18,066    |
| 10    | Kína          | Kung Csiu-ven       |      | 7        | 4         | 12        | 2:18,392    |
| 11    | Kína          | Csen Tö-csüan       |      | 15       | 7         | 11        | 2:17,782    |
| 12    | Hollandia     | Niels Kerstholt     |      | 11       | 9         | 17        | 2:18,720    |
| 13    | Franciaország | Thibaut Fauconnet   |      | 17       | 5         | 16        | 2:19,286    |
| 14    | Oroszország   | Szemjon Elisztratov |      | 13       | 17        | 8         | 2:16,897    |
| 15    | USA           | Simon Cho           |      | 10       | 13        | 15        | 2:17,794    |
| 16    | Japán         | Uemura Daiszuke     |      | 19       | 8         | 18        | 2:18,917    |
| 17    | Japán         | Takamido Juzo       |      | 14       | 22        | 14        | 2:18,400    |
| 18    | Kína          | Liang Ven-hao       |      | 9        | 24        | 20        | 2:33,081    |
| [...] |               |                     |      |          |           |           |             |
| 22    | Magyarország  | Knoch Viktor        |      | 24       | 15        | 22        | 2:20,631    |
| [...] |               |                     |      |          |           |           |             |
| 36    | Magyarország  | Oláh Bence          |      | 34       | 33        | 42        | 2:29,697    |
| [...] |               |                     |      |          |           |           |             |

#### 500 m
| #          | ország        | név                 | legjobb idő |
| ---------- | ------------- | ------------------- | ----------- |
|            | Kanada        | Olivier Jean        | 41,077      |
|            | Kanada        | Charles Hamelin     | 41,035      |
|            | Dél-Korea     | Kwak Yoon-gy        | 41,479      |
| 4          | Németország   | Robert Seifert      | 41,574      |
| 5          | Hollandia     | Sjinkie Knegt       | 41,776      |
| elődöntő   |               |                     |             |
| 6          | Kanada        | Guillaume Bastille  | 41,664      |
| 7          | Kína          | Kung Csiu-ven       | 41,483      |
| 8          | USA           | Jordan Malone       | 41,532      |
| 9          | Kína          | Liang Ven-hao       | 42,023      |
| 10         | USA           | Simon Cho           | 41,743      |
| 10         | Hollandia     | Niels Kerstholt     | 41,548      |
| középdöntő |               |                     |             |
| 12         | Dél-Korea     | Noh Jin-kyu         | 42,510      |
| 13         | Oroszország   | Szemjon Elisztratov | 41,600      |
| 14         | Japán         | Takamido Juzo       | 42,241      |
| 15         | Kína          | Csen Tö-csüan       | 41,727      |
| 15         | Oroszország   | Vlagyimir Grigorjev | 41,998      |
| 15         | Franciaország | Thibaut Fauconnet   | 42,040      |
| előfutam   |               |                     |             |
| [...]      |               |                     |             |
| 24         | Magyarország  | Knoch Viktor        | 42,272      |
| [...]      |               |                     |             |
| selejtező  |               |                     |             |
| [...]      |               |                     |             |
| 34         | Magyarország  | Oláh Bence          | 43,496      |
| [...]      |               |                     |             |

#### 1000 m
| #          | ország             | név                 | legjobb idő |
| ---------- | ------------------ | ------------------- | ----------- |
|            | Dél-Korea          | Kwak Yoon-gy        | 1:27,497    |
|            | Dél-Korea          | Noh Jin-kyu         | 1:24,478    |
|            | Kanada             | Charles Hamelin     | 1:24,330    |
| 4          | Kína               | Kung Csiu-ven       | –           |
| elődöntő   |                    |                     |             |
| 5          | Franciaország      | Thibaut Fauconnet   | 1:24,837    |
| 6          | Kanada             | Guillaume Bastille  | 1:26,422    |
| 7          | Kína               | Csen Tö-csüan       | 1:25,054    |
| 8          | Japán              | Uemura Daiszuke     | 1:27,021    |
| 9          | Hollandia          | Niels Kerstholt     | 1:27,860    |
| középdöntő |                    |                     |             |
| 10         | Hollandia          | Sjinkie Knegt       | 1:26,562    |
| 11         | Egyesült Királyság | Richard Shoebridge  | 1:28,537    |
| 12         | Egyesült Királyság | Jack Whelbourne     | 1:26,558    |
| 13         | USA                | Simon Cho           | 1:26,794    |
| 14         | Dél-Korea          | Ssin Da Woon        | 1:27,238    |
| 15         | Magyarország       | Knoch Viktor        | 1:28,561    |
| 16         | Ausztrália         | Lachlan Hay         | 1:27,646    |
| 17         | Oroszország        | Szemjon Elisztratov | 1:27,694    |
| 18         | Oroszország        | Vlagyimir Grigorjev | –           |
| előfutam   |                    |                     |             |
| [...]      |                    |                     |             |
| selejtező  |                    |                     |             |
| [...]      |                    |                     |             |
| 33         | Magyarország       | Oláh Bence          | 1:32,930    |
| [...]      |                    |                     |             |

#### 1500 m
| #        | ország        | név                 | legjobb idő |
| -------- | ------------- | ------------------- | ----------- |
|          | Dél-Korea     | Noh Jin-kyu         | 2:15,661    |
|          | Dél-Korea     | Kwak Yoon-gy        | 2:15,755    |
|          | Dél-Korea     | Sin Da Woon         | 2:15,861    |
| 4        | Kanada        | Charles Hamelin     | 2:14,918    |
| 5        | Kanada        | Olivier Jean        | 2:16,373    |
| 6        | Hollandia     | Sjinkie Knegt       | 2:16,471    |
| 7        | Oroszország   | Vlagyimir Grigorjev | 2:17,433    |
| elődöntő |               |                     |             |
| 8        | Oroszország   | Szemjon Elisztratov | 2:16,897    |
| 9        | Kanada        | Guillaume Bastille  | 2:18,066    |
| 10       | USA           | Travis Jayner       | 2:15,305    |
| 11       | Kína          | Csen Tö-csüan       | 2:17,782    |
| 12       | Kína          | Kung Csiu-ven       | 2:18,392    |
| 13       | Ausztrália    | Lachlan Hay         | 2:18,372    |
| 14       | Japán         | Takamido Juzo       | 2:18,400    |
| 15       | USA           | Simon Cho           | 2:17,794    |
| 16       | Franciaország | Thibaut Fauconnet   | 2:19,286    |
| 17       | Hollandia     | Niels Kerstholt     | 2:18,720    |
| 18       | Japán         | Uemura Daiszuke     | 2:18,917    |
| 19       | Lettország    | Jekabs Saulitis     | 2:22,375    |
| 20       | Kína          | Liang Ven-hao       | –           |
| előfutam |               |                     |             |
| [...]    |               |                     |             |
| 22       | Magyarország  | Knoch Viktor        | 2:20,631    |
| [...]    |               |                     |             |
| 42       | Magyarország  | Oláh Bence          | 2:29,697    |
| [...]    |               |                     |             |

#### 3000 m-es szuperdöntő
| #  | ország      | név                 | legjobb idő |
| -- | ----------- | ------------------- | ----------- |
|    | Dél-Korea   | Kwak Yoon-gy        | 4:40,401    |
|    | Dél-Korea   | Noh Jin-kyu         | 4:40,407    |
|    | Dél-Korea   | Sin Da Woon         | 4:41,000    |
| 4  | Kanada      | Olivier Jean        | 4:45,673    |
| 5  | Oroszország | Vlagyimir Grigorjev | 4:59,579    |
| 6  | Hollandia   | Sjinkie Knegt       | 5:16,870    |
| 7  | Németország | Robert Seifert      | 5:57,835    |
| VL | Kanada      | Charles Hamelin     |             |

#### 5000 m-es váltó
| #        | ország             | név                                                                        | legjobb idő |
| -------- | ------------------ | -------------------------------------------------------------------------- | ----------- |
|          | Kanada             | Guillaume Bastille François-Louis Tremblay Olivier Jean Liam McFarlane     | 6:42,570    |
|          | Hollandia          | Niels Kerstholt Daan Breeuwsma Freek van der Wart Sjinkie Knegt            | 6:42,626    |
|          | Dél-Korea          | Kwak Yoon-gy Lee Ho-suk Noh Jin-kyu Sin Da Woon                            | 6:42,629    |
| 4        | Japán              | Takamido Juzo Vatanabe Keita Uemura Daiszuke Szakasita Szatosi             | 6:44,586    |
| elődöntő |                    |                                                                            |             |
| 5        | Oroszország        | Vlagyimir Grigorjev Vjacseszlav Kurginjan Szemjon Elisztratov Ahn Hyun-soo | 6:53,265    |
| 6        | Egyesült Királyság | Jack Whelbourne Richard Shoebridge Paul Stanley Ian Upcott                 | 6:54,260    |
| 7        | Kína               | Liang Ven-hao Kung Csiu-ven Csen Tö-csüan Szung Vej-lung                   | –           |
| 8        | USA                | Simon Cho Jordan Malone J. R. Celski Kyle Carr                             | –           |

### Nők

#### Összetett
| #     | ország             | név               | pont | helyezés | helyezés  | helyezés  | legjobb idő |
| #     | ország             | név               | pont | 500 m-en | 1000 m-en | 1500 m-en | legjobb idő |
| ----- | ------------------ | ----------------- | ---- | -------- | --------- | --------- | ----------- |
|       | Kína               | Li Csien-zsou     | 60   | 10       | 2         | 1         |             |
|       | Kanada             | Valérie Maltais   | 47   | 7        | 3         | 13        |             |
|       | Olaszország        | Arianna Fontana   | 44   | 2        | 9         | 7         |             |
| 4     | Dél-Korea          | Cho Ha-ri         | 42   | 11       | 1         | 16        |             |
| 5     | Kína               | Fan Ko-hszin      | 35   | 1        | 14        | 19        |             |
| 6     | Kína               | Liu Csiu-hung     | 28   | 41       | 7         | 2         |             |
| 7     | Kanada             | Marie-Ève Drolet  | 26   | 8        | 15        | 3         |             |
| 8     | USA                | Lana Gehring      | 16   | 3        | 5         | 11        |             |
| 9     | Oroszország        | Olga Beljakova    | 8    | 15       | 8         | 4         | 2:23,294    |
| 10    | Egyesült Királyság | Elise Christie    | 8    | 9        | 4         | 17        | 2:27,289    |
| 11    | Olaszország        | Martina Valcepina | 8    | 4        | 32        | 15        | 2:32,838    |
| 12    | USA                | Jessica Smith     | 5    | 25       | 6         | 5         | 2:23,588    |
| 13    | Franciaország      | Véronique Pierron | 3    | 13       | 12        | 6         | 2:22,942    |
| 14    | Japán              | Szakai Jui        | 1    | 27       | 17        | 8         | 2:24,735    |
| 15    | Japán              | Ito Adzsuko       |      | 5        | 10        | 9         | 2:28,377    |
| 16    | Hollandia          | Jorien ter Mors   |      | 17       | 13        | 10        | 2:23,461    |
| 17    | Magyarország       | Heidum Bernadett  |      | 6        | 16        | 22        | 2:32,477    |
| 18    | Csehország         | Katerina Novotná  |      | 16       | 11        | 24        | 2:37,173    |
| [...] |                    |                   |      |          |           |           |             |
| 32    | Magyarország       | Lajtos Szandra    |      | 34       | 27        | 30        | 2:33,130    |
| [...] |                    |                   |      |          |           |           |             |

#### 500 m
| #          | ország             | név               | legjobb idő |
| ---------- | ------------------ | ----------------- | ----------- |
|            | Kína               | Fan Ko-hszin      | 43,887      |
|            | Olaszország        | Arianna Fontana   | 43,945      |
|            | USA                | Lana Gehring      | 44,373      |
| 4          | Olaszország        | Martina Valcepina | 44,160      |
| elődöntő   |                    |                   |             |
| 5          | Japán              | Ito Adzsuko       | 44,480      |
| 6          | Magyarország       | Heidum Bernadett  | 44,503      |
| 7          | Kanada             | Valérie Maltais   | 44,029      |
| 8          | Kanada             | Marie-Ève Drolet  | 44,541      |
| 9          | Egyesült Királyság | Elise Christie    | 44,609      |
| középdöntő |                    |                   |             |
| 10         | Kína               | Li Csien-zsou     | 44,683      |
| 11         | Dél-Korea          | Cho Ha-ri         | 44,671      |
| 12         | Hollandia          | Annita van Doorn  | 44,287      |
| 13         | Franciaország      | Véronique Pierron | 44,257      |
| 14         | Németország        | Bianca Walter     | 44,778      |
| 15         | Oroszország        | Olga Beljakova    | 44,428      |
| 16         | Csehország         | Katerina Novotná  | 44,984      |
| 17         | Hollandia          | Jorien ter Mors   | 44,490      |
| előfutam   |                    |                   |             |
| [...]      |                    |                   |             |
| selejtező  |                    |                   |             |
| [...]      |                    |                   |             |
| 34         | Magyarország       | Lajtos Szandra    | 46,200      |
| [...]      |                    |                   |             |

#### 1000 m
| #          | ország             | név                       | legjobb idő |
| ---------- | ------------------ | ------------------------- | ----------- |
|            | Dél-Korea          | Cho Ha-ri                 | 1:29,926    |
|            | Kína               | Li Csien-zsou             | 1:31,325    |
|            | Kanada             | Valérie Maltais           | 1:29,926    |
| 4          | Egyesült Királyság | Elise Christie            | 1:32,249    |
| elődöntő   |                    |                           |             |
| 5          | USA                | Lana Gehring              | 1:30,001    |
| 6          | USA                | Jessica Smith             | 1:32,596    |
| 7          | Kína               | Liu Csiu-hung             | 1:30,165    |
| 8          | Oroszország        | Olga Beljakova            | 1:31,379    |
| középdöntő |                    |                           |             |
| 9          | Olaszország        | Arianna Fontana           | 1:30,879    |
| 10         | Japán              | Ito Adzsuko               | 1:33,637    |
| 11         | Csehország         | Katerina Novotná          | 1:31,416    |
| 12         | Franciaország      | Véronique Pierron         | 1:33,074    |
| 13         | Hollandia          | Jorien ter Mors           | 1:31,267    |
| 14         | Kína               | Fan Ko-hszin              | 1:33,579    |
| 15         | Kanada             | Marie-Ève Drolet          | 1:33,754    |
| 16         | Magyarország       | Heidum Bernadett          | 1:33,371    |
| 17         | Japán              | Szakai Jui                | 1:33,808    |
| 18         | Bulgária           | Marina Georgieva Nikolova | 1:31,840    |
| 19         | Hollandia          | Annita van Doorn          | 1:33,413    |
| 20         | USA                | Alyson Dudek              | –           |
| előfutam   |                    |                           |             |
| [...]      |                    |                           |             |
| 27         | Magyarország       | Lajtos Szandra            | 1:35,089    |
| [...]      |                    |                           |             |

#### 1500 m
| #        | ország        | név               | legjobb idő |
| -------- | ------------- | ----------------- | ----------- |
|          | Kína          | Li Csien-zsou     | 2:23,217    |
|          | Kína          | Liu Csiu-hung     | 2:22,430    |
|          | Kanada        | Marie-Ève Drolet  | 2:23,474    |
| 4        | Oroszország   | Olga Beljakova    | 2:23,294    |
| 5        | USA           | Jessica Smith     | 2:23,588    |
| 6        | Franciaország | Véronique Pierron | 2:22,942    |
| 7        | Olaszország   | Arianna Fontana   | 2:23,818    |
| 8        | Japán         | Szakai Jui        | 2:24,735    |
| elődöntő |               |                   |             |
| 9        | Japán         | Ito Adzsuko       | 2:28,377    |
| 10       | Hollandia     | Jorien ter Mors   | 2:23,461    |
| 11       | USA           | Lana Gehring      | 2:29,113    |
| 12       | Dél-Korea     | Kim Dam-min       | 2:27,120    |
| 13       | Kanada        | Valérie Maltais   | 2:28,267    |
| 14       | USA           | Alyson Dudek      | 2:24,904    |
| 15       | Olaszország   | Martina Valcepina | 2:32,838    |
| 16       | Dél-Korea     | Cho Ha-ri         | 2:37,089    |
| [...]    |               |                   |             |
| előfutam |               |                   |             |
| [...]    |               |                   |             |
| 22       | Magyarország  | Heidum Bernadett  | 2:32,477    |
| [...]    |               |                   |             |
| 30       | Magyarország  | Lajtos Szandra    | 2:33,130    |
| [...]    |               |                   |             |

#### 3000 m-es szuperdöntő
| # | ország      | név              | legjobb idő |
| - | ----------- | ---------------- | ----------- |
|   | Kanada      | Valérie Maltais  | 4:55,408    |
|   | Olaszország | Arianna Fontana  | 5:01,187    |
|   | Kanada      | Marie-Ève Drolet | 5:03,387    |
| 4 | Dél-Korea   | Cho Ha-ri        | 5:03,562    |
| 5 | Kína        | Li Csien-zsou    | 5:04,961    |
| 6 | USA         | Lana Gehring     | 5:06,292    |
| 7 | Kína        | Liu Csiu-hung    | 5:26,551    |
| 8 | Kína        | Fan Ko-hszin     | 5:51,825    |

#### 3000 m-es váltó
| #        | ország      | név                                                                  | legjobb idő |
| -------- | ----------- | -------------------------------------------------------------------- | ----------- |
|          | Kína        | Liu Csiu-hung Kung Hszüe Fan Ko-hszin Li Csien-zsou                  | 4:13,855    |
|          | USA         | Lana Gehring Jessica Smith Emily Scott Tamara Frederick              | 4:17,223    |
|          | Dél-Korea   | Cho Ha-ri Choi Jung-won Son Soo-min Lee Eun-byul                     | 4:16,946    |
| 4        | Kanada      | Valérie Maltais Marie-Ève Drolet Caroline Truchon Marianne St-Gelais | 4:13,961    |
| elődöntő |             |                                                                      |             |
| 5        | Olaszország | Arianna Fontana Cecilia Maffei Arianna Valcepina Martina Valcepina   | 4:16,430    |
| 6        | Hollandia   | Annita van Doorn Jorien ter Mors Yara van Kerkhof Sanne van Kerkhof  | 4:26,092    |
| 7        | Oroszország | Julija Kicsapova Nyina Jevtyejeva Jekatyerina Baranok Olga Beljakova | 4:17,871    |
| 8        | Japán       | Ito Adzsuko Szakai Jui Simizu Szajuri Szakurai Biba                  | –           |